# Antipapa João XXIII
João XXIII nascido Baldassare Cossa (Nápoles, ca. 1370 - Florença, 22 de dezembro de 1419) foi Antipapa de 1410 a 1415; que figura em muitas listas de papas.

## Biografia
Foi corsário na mocidade, mas depois estudou na Universidade de Bolonha. Entrou no serviço da Igreja Católica durante o pontificado de Gregório XII (1406–1415). Cardeal em 1402. Eleito e sagrado em Bolonha, em 1410, para suceder ao antipapa Alexandre V, o primeiro papa cismático eleito em Pisa, de cuja morte seus inúmeros desafetos sempre o acusaram de não ser de todo inocente. Foi sua eleição reconhecida com a adoção do nome de João XXIII, pela França, Inglaterra, parte da Itália e no Sacro Império.
Vários historiadores atribuem sua ascensão ao trono pontifício por influência e ingerência direta do rei Luís II, Duque de Anjou, que buscava a todo custo controlar o poder dos Papas.
O ano de 1410 apenas refletiu um período particularmente conturbado para a Igreja; um Grande Cisma enchia de dúvidas toda a Cristandade com o aparecimento de até três papas (o de Roma, os de Avinhão e o de Pisa).
Levado a Roma pelas armas do rei Ladislau de Nápoles, foi aclamado enfim pelos seus partidários como o pontífice João XXIII, o bispo de Roma, Vigário de Cristo na Terra. Não foi papa legítimo. Seu nome e seu retrato figuram nos catálogos e medalhões, devido às dúvidas de então. Aliado a Luís II de Anjou, lutou contra o rei da Sicília e opôs-se a Gregório XII, papa legítimo de Roma, e a Bento XIII, antipapa de Avinhão.
Reuniu um Concílio em Roma, em 1413, no qual condenou os livros de John Wycliffe.
Em 1414, inaugurou o Concílio de Constança, que de tão solene e grandioso para a Cristandade, contou com a proteção do piedoso imperador Sigismundo. Chegou ao evento, o antipapa João XXIII com magnificente cortejo. Vendo-se, porém, alvo de justas recriminações, fugiu disfarçado. Retratou-se depois de seu erro, submetendo-se à decisão do Concílio de Constança que terminou com o Grande Cisma do Ocidente. Foi deposto e aprisionado no ano seguinte, 1415.
Libertado em 1418, reconheceu Martinho V como verdadeiro Papa e, retornando do Sacro Império, onde estivera encarcerado desde sua deposição, foi ele nomeado Cardeal-bispo de Frascati e deão do Sacro Colégio.
Baldassare Cossa viveu até o final de seus dias dignamente como Cardeal e morreu em 1419, sendo sepultado com honras em Florença. O Vaticano reconhece sua sucessão por Martinho V em 1417.
O outro antipapa, Pedro de Luna, que se intitulava Bento XIII, perseverou no cisma, embora o imperador Sigismundo tivesse ido pessoalmente procurá-lo na Espanha para sanar o erro. Morreu em 1424, na sua "Corte pontifícia", nomeando novos "Cardeais".

## Quadro dos Pontífices da época
- Papas de Roma

1. Papa Urbano VI (1378-1389)
2. Papa Bonifácio IX (1389-1404)
3. Papa Inocêncio VII (1404-1406)

Brasão

4. Papa Gregório XII (deposto em Pisa e abdicou em Constança. Falecido em 1417).

- Antipapas de Avinhão

1. Antipapa Clemente VII (1378-1394)
2. Antipapa Bento XIII (1394-1424). Este antipapa chamado Pedro de Luna foi deposto em Pisa e deposto em Constança, no ano de 1424, permanecendo impenitente ante a fé católica apostólica romana até sua morte no mesmo ano.

- Antipapas de Pisa

1. Antipapa Alexandre V (1409-1410)
2. Antipapa João XXIII

O Papa Gregório XII aprovou o Concílio de Constança, e depois solenemente abdicou pelo bem da Igreja Católica. Eleito o Papa Martinho V, que pôs fim ao Cisma do Ocidente, residiu em Roma e foi reconhecido como único Pontífice em 1417.